# Казаче (Сондрио)
Казаче је насеље у Италији у округу Сондрио, региону Ломбардија.
Према процени из 2011. у насељу је живело 324 становника. Насеље се налази на надморској висини од 393 м.